# Wystawa sprzętu lotniczego i wojskowego w Łodzi
Wystawa sprzętu lotniczego i wojskowego w Łodzi – prywatna kolekcja poświęcona lotnictwu, znajdująca się w Łodzi przy lotnisku im. Władysława Reymonta (ul. Pilska). Wystawa została zamknięta w 2003 roku.

## Historia

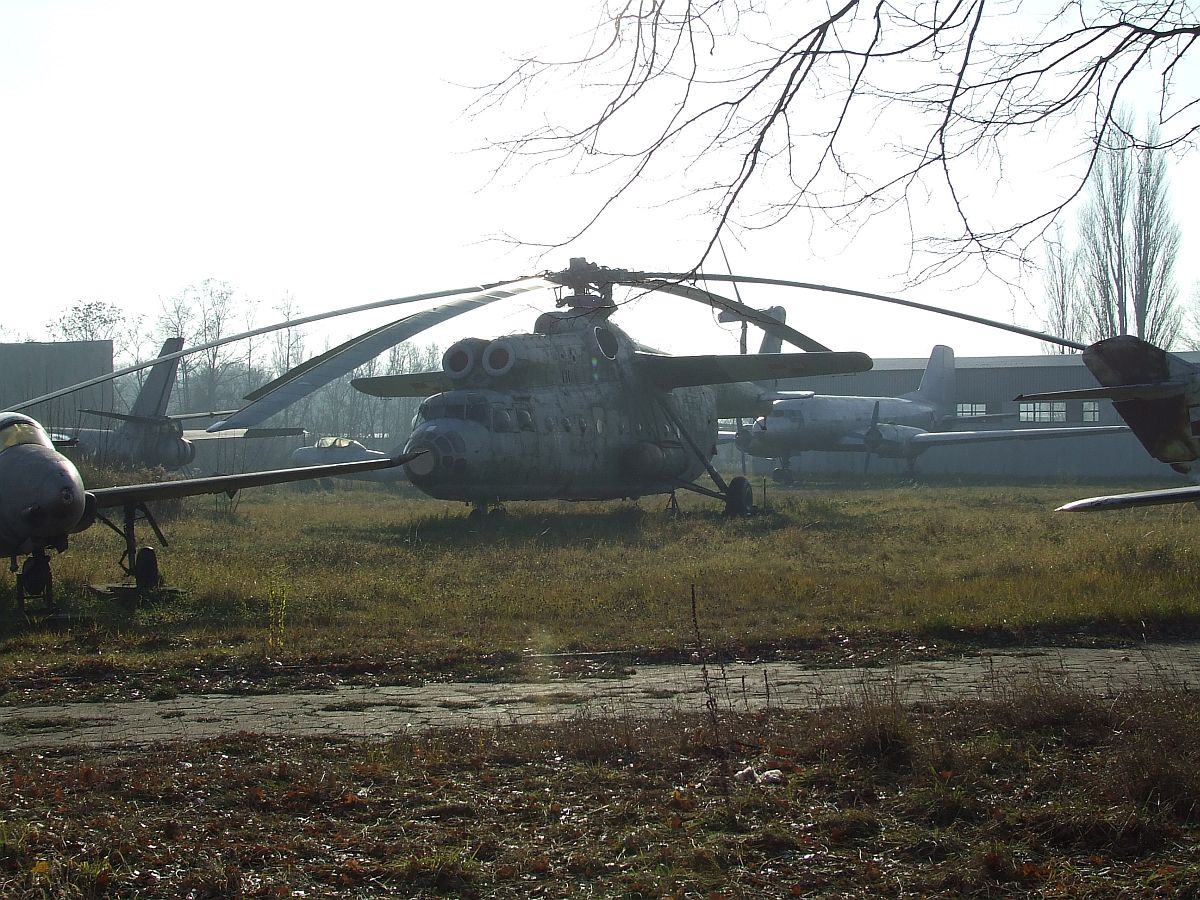
Mi-6 w barwach 37. Pułku Śmigłowców Transportowych na ekspozycji plenerowej

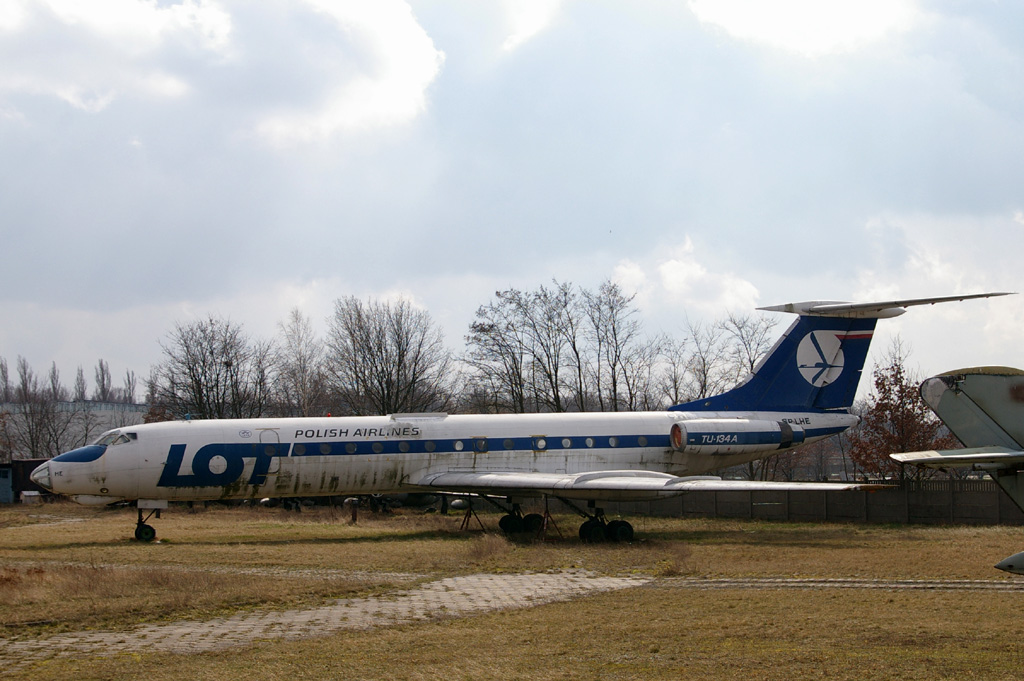
Tu-134A, SP-LHE, w barwach PLL LOT

Prywatne muzeum zostało założone na terenie przyległym do lotniska przez Jerzego Lewandowskiego – posiadacza jednego z pierwszych w Łodzi prywatnych samolotów, pilota, członka Aeroklubu Łódzkiego i pasjonata lotnictwa. Po śmierci założyciela w 2003 roku kolekcja stała się tematem postępowania spadkowego, które miało zadecydować o jej przyszłości. Muzeum zostało formalnie zamknięte dla zwiedzających. W roku 2011 większość samolotów została wywieziona do innych muzeów lotnictwa lub na złom.
W 2023 roku Zarząd Dróg i Transportu w Łodzi zapowiedział przeniesienie parkingu przeznaczonego dla pojazdów odholowywanych z miejskich ulic z ulicy Telefonicznej na teren dawnego muzeum. Nowy parking zaczął działać jeszcze w tym samym roku.

## Eksponaty
Pierwotnie na wystawie znajdowało się około 30 samolotów, między innymi: Tu-134A, Ił-14, Mi-6, LiM-5 (MiG-17F), Ił-28, LiM-1 (MiG-15), LiM-2 (MiG-15 bis), MiG-21, LiM-6, Su-7, TS-11 „Iskra” oraz Mirage F1. Ponadto ekspozycję główną uzupełniało kilka specjalistycznych samochodów (np. wojskowy wóz kierowania lotami) i silników lotniczych.

## Muzeum Lotnictwa
Istniał plan utworzenia Muzeum Lotnictwa – jako oddziału Muzeum Tradycji Niepodległościowych w Łodzi – na bazie tej kolekcji. Z kolekcji miały być wybrane najcenniejsze eksponaty, odnowione i przystosowane dla zwiedzających, ale większość potencjalnych eksponatów została przekazana do Muzeum Sił Powietrznych w Dęblinie.